# Maria Elisabetta del Liechtenstein
Maria Elisabetta del Liechtenstein (3 o 8 maggio 1683 – Vienna, 4 o 8 maggio 1744) è stata duchessa consorte di Schleswig-Holstein-Sonderburg-Wiesenburg dal 1723 al 1725, come moglie del duca Leopoldo.

## Biografia
La principessa Maria Elisabetta nacque nel 1683, secondogenita di Giovanni Adamo Andrea e della contessa Erdmunda.
Il 30 ottobre del 1702, o il 21 aprile 1703, contrasse matrimonio con Massimiliano II del Liechtenstein, assieme al quale ebbe quattro figli.
Rimasta vedova nel 1709, il 15 febbraio o il 6 marzo 1713 sposò il duca Leopoldo di Schleswig-Holstein-Sonderburg-Wiesenburg; ebbero cinque figlie.
Morì due mesi dopo il marito, nel 1744 a Vienna ad almeno 60 anni di età. Venne tumulata all'interno della cattedrale di Santo Stefano.

## Discendenza
Maria Elisabetta del Liechtenstein e Massimiliano del Liechtenstein ebbero due figlie e due figli:
- Principessa Maria Carlotta Felicita (12 luglio 1704 - 1754), il 3 aprile 1725 sposò il conte Franz von Gilleis (1700-1757);[8]
- Principessa Maria Giuseppa Teresa (2 dicembre 1706 - 13 febbraio 1723);
- Principe Carlo Giuseppe Antonio Giovanni Adamo (25 dicembre 1707 - 6 luglio 1708);
- Principe Massimiliano III Antonio Giovanni Adamo (13 aprile 1709 - 4 marzo 1711).

Con il secondo marito Leopoldo di Schleswig-Holstein-Sonderburg-Wiesenburg ebbe cinque figlie:
- Duchessa Teresa Maria Anna (1713-1745), sposò Giovanni Aloisio I di Oettingen-Spielberg (1707-1780);
- Duchessa Eleonora (1715-1760), sposò Giuseppe Maria Gonzaga (1690-1746);
- Duchessa Maria Gabriella Felicita (1716-1798), sposò Carlo Federico di Fürstenberg (1714-1744);
- Duchessa Maria Carlotta Antonia (1718-1765), sposò Carlo Tommaso di Löwenstein-Wertheim-Rochefort (1683-1744);
- Duchessa Edvige (1721-1735).

## Ascendenza
|                                               |                               |                                                  | Genitori                                         |  |  | Nonni |  |  | Bisnonni                  |  |  | Trisnonni                     |  |
|                                               |                               |                                                  |                                                  |  |  |       |  |  | Carlo I del Liechtenstein |  |  | Hartmann II del Liechtenstein |  |
|                                               |                               |                                                  |                                                  |  |  |       |  |  | Carlo I del Liechtenstein |  |  | Hartmann II del Liechtenstein |  |
|                                               |                               | Anna Maria di Ortenburg                          |                                                  |  |  |       |  |  | Carlo I del Liechtenstein |  |  |                               |  |
| Carlo Eusebio del Liechtenstein               |                               |                                                  |                                                  |  |  |       |  |  | Carlo I del Liechtenstein |  |  |                               |  |
|                                               |                               | Anna Maria Šemberová von Boskovic und Černá Hora | Jan Šembera z Boskovic                           |  |  |       |  |  |                           |  |  |                               |  |
|                                               |                               | Anna Maria Šemberová von Boskovic und Černá Hora | Jan Šembera z Boskovic                           |  |  |       |  |  |                           |  |  |                               |  |
|                                               |                               | Anna Maria Šemberová von Boskovic und Černá Hora | Anna Kragjrz z Kraigk                            |  |  |       |  |  |                           |  |  |                               |  |
| Giovanni Adamo I del Liechtenstein            |                               | Anna Maria Šemberová von Boskovic und Černá Hora |                                                  |  |  |       |  |  |                           |  |  |                               |  |
|                                               |                               | Massimiliano di Dietrichstein                    | Sigismondo II di Dietrichstein                   |  |  |       |  |  |                           |  |  |                               |  |
|                                               |                               | Massimiliano di Dietrichstein                    | Sigismondo II di Dietrichstein                   |  |  |       |  |  |                           |  |  |                               |  |
|                                               |                               | Massimiliano di Dietrichstein                    | Giovanna della Scala                             |  |  |       |  |  |                           |  |  |                               |  |
| Giovanna Beatrice di Dietrichstein-Nikolsburg |                               | Massimiliano di Dietrichstein                    |                                                  |  |  |       |  |  |                           |  |  |                               |  |
|                                               |                               | Anna Maria del Liechtenstein                     | Carlo I del Liechtenstein                        |  |  |       |  |  |                           |  |  |                               |  |
|                                               |                               | Anna Maria del Liechtenstein                     | Carlo I del Liechtenstein                        |  |  |       |  |  |                           |  |  |                               |  |
|                                               |                               | Anna Maria del Liechtenstein                     | Anna Maria Šemberová von Boskovic und Černá Hora |  |  |       |  |  |                           |  |  |                               |  |
| Maria Elisabetta del Liechtenstein            |                               | Anna Maria del Liechtenstein                     |                                                  |  |  |       |  |  |                           |  |  |                               |  |
|                                               | Massimiliano di Dietrichstein | Sigismondo II di Dietrichstein                   |                                                  |  |  |       |  |  |                           |  |  |                               |  |
|                                               | Massimiliano di Dietrichstein | Sigismondo II di Dietrichstein                   |                                                  |  |  |       |  |  |                           |  |  |                               |  |
|                                               | Massimiliano di Dietrichstein | Giovanna della Scala                             |                                                  |  |  |       |  |  |                           |  |  |                               |  |
| Ferdinando Giuseppe di Dietrichstein          | Massimiliano di Dietrichstein |                                                  |                                                  |  |  |       |  |  |                           |  |  |                               |  |
|                                               |                               | Anna Maria del Liechtenstein                     | Carlo I del Liechtenstein                        |  |  |       |  |  |                           |  |  |                               |  |
|                                               |                               | Anna Maria del Liechtenstein                     | Carlo I del Liechtenstein                        |  |  |       |  |  |                           |  |  |                               |  |
|                                               |                               | Anna Maria del Liechtenstein                     | Anna Maria Šemberová von Boskovic und Černá Hora |  |  |       |  |  |                           |  |  |                               |  |
| Erdmuthe di Dietrichstein-Nikolsburg          |                               | Anna Maria del Liechtenstein                     |                                                  |  |  |       |  |  |                           |  |  |                               |  |
|                                               |                               | Giovanni Antonio I di Eggenberg                  | Giovanni Ulrico di Eggenberg                     |  |  |       |  |  |                           |  |  |                               |  |
|                                               |                               | Giovanni Antonio I di Eggenberg                  | Giovanni Ulrico di Eggenberg                     |  |  |       |  |  |                           |  |  |                               |  |
|                                               |                               | Giovanni Antonio I di Eggenberg                  | Maria Sidonia von Thannhausen                    |  |  |       |  |  |                           |  |  |                               |  |
| Maria Elisabetta di Eggenberg                 |                               | Giovanni Antonio I di Eggenberg                  |                                                  |  |  |       |  |  |                           |  |  |                               |  |
|                                               |                               | Anna Maria di Brandeburgo-Bayreuth               | Cristiano di Brandeburgo-Bayreuth                |  |  |       |  |  |                           |  |  |                               |  |
|                                               |                               | Anna Maria di Brandeburgo-Bayreuth               | Cristiano di Brandeburgo-Bayreuth                |  |  |       |  |  |                           |  |  |                               |  |
|                                               |                               | Anna Maria di Brandeburgo-Bayreuth               | Maria di Hohenzollern                            |  |  |       |  |  |                           |  |  |                               |  |
|                                               |                               | Anna Maria di Brandeburgo-Bayreuth               |                                                  |  |  |       |  |  |                           |  |  |                               |  |